# Autjejaurebliereke (Tärna socken, Lappland, 728704-145439)
Autjejaurebliereke är en sjö i Storumans kommun i Lappland och ingår i Umeälvens huvudavrinningsområde. Sjön har en area på 0,0963 kvadratkilometer och ligger 772,3 meter över havet. Sjön avvattnas av vattendraget Jovattsån (Autjejukke).

## Delavrinningsområde
Autjejaurebliereke ingår i det delavrinningsområde (728491-145454) som SMHI kallar för Inloppet i Autjejaure. Medelhöjden är 971 meter över havet och ytan är 14,63 kvadratkilometer. Det finns inga avrinningsområden uppströms utan avrinningsområdet är högsta punkten. Jovattsån (Autjejukke) som avvattnar avrinningsområdet har biflödesordning 2, vilket innebär att vattnet flödar genom totalt 2 vattendrag innan det når havet efter 420 kilometer. Avrinningsområdet består mestadels av kalfjäll (96 procent). Avrinningsområdet har 0,51 kvadratkilometer vattenytor vilket ger det en sjöprocent på 3,5 procent.